# John Olsen (billedkunstner)
 Der er flere personer med dette navn, se John Olsen.
John Olsen (født 25. maj 1938 i Roskilde, død 29. august 2019) var en dansk billedkunstner. John Olsen var ved sin død bosat på Fyn.
John Olsen blev uddannet fra Den kgl. Porcelainsfabrik 1959 og videreuddannet på Det Kongelige Danske Kunstakademi 1960-67. Han arbejdede og levede med og i naturen. Hans hovedværker var indenfor genrerne tegning, grafik og skulptur. Derudover arbejdede han med fotografi og installation.

## Værker
Han har for Johannes Larsen Museet udarbejdet flere bronzeværker af fugle, blandt andre en edderfugl. Han var kendt for projektet "Undreskabene", som giver "livet og døden et udtryk gennem fund af dyremumier, fjer og vinger, skeletter, sten, træ og tørrede planter sirligt opsatte i stil med renæssancens naturalie- og raritetskabinetter.".
Olsen illustrerede en bog for Kristeligt Dagblads Forlag.
Han var lærer ved Det Jyske Kunstakademi, grafiklinien 1979-84, skulpturlinien 1984-85.
John Olsen var medlem af Kunstnersammenslutningen Kammeraterne 1970-79, og derefter af Den Frie Udstilling.
John Olsen har modtaget flere hædersbevisninger, herunder Eckersberg Medaljen i 1985, Thorvaldsen Medaljen i 1997, og i 1995 deltog han i biennalen i Venezia.

## Ekstern henvisninger
- John Olsen – kunstnerbiografi fra kunstonline.dk Arkiveret 20. februar 2009 hos  Wayback Machine
- John Olsen på Kunstindeks Danmark/Weilbachs Kunstnerleksikon